# نشنال ترمال پاور کورپوریشن
نشنال ترمال پاور کورپوریشن (به انگلیسی: National Thermal Power Corporation) شرکت برق هندی است، که در زمینه تولید انرژی الکتریکی، توزیع انرژی الکتریکی و نیز اکتشاف نفت و گاز طبیعی فعالیت می‌کند.
این شرکت در سال ۲۰۱۲ در فهرست فوربز جهانی ۲۰۰۰ در رتبه ۳۳۷ از بزرگترین شرکت‌های جهان قرار گرفت. دفتر مرکزی شرکت نشنال ترمال پاور در شهر دهلی نو، هند قرار دارد و سهام آن در بازار بورس اوراق بهادار بمبئی و بورس اوراق بهادار ملی هند معامله می‌شود. دولت هند با در اختیار داشتن ۸۴٫۵٪ درصد از سهام این شرکت، بزرگترین سهام‌دار آن به‌شمار می‌آید.
ظرفیت نصب شده شرکت نشنال ترمال پاور کورپوریشن در سال ۲۰۱۲ معادل ۳۶٫۵۱۴ مگاوات برآورد شده‌است. انرژی الکتریکی موردنیاز این شرکت، از ۱۶ نیروگاه زغال سنگ، (معادل ۲۷٫۵۳۵ مگاوات) و ۳٫۹۵۵ مگاوات حاصل از ۷ نیروگاه گازی، ۱٫۳۲۸ مگاوات از نیروی برق‌آبی، ۱٫۴۰۰ مگاوات از انرژی اتمی و ۱٫۰۰۰ مگاوات از انرژی تجدیدپذیر تأمین می‌شود.